# Stenocharta
Stenocharta là một chi bướm đêm thuộc họ Geometridae.